# Embelia procumbens
Embelia procumbens är en viveväxtart som beskrevs av William Botting Hemsley. Embelia procumbens ingår i släktet Embelia och familjen viveväxter. Inga underarter finns listade i Catalogue of Life.